# 周荘鎮

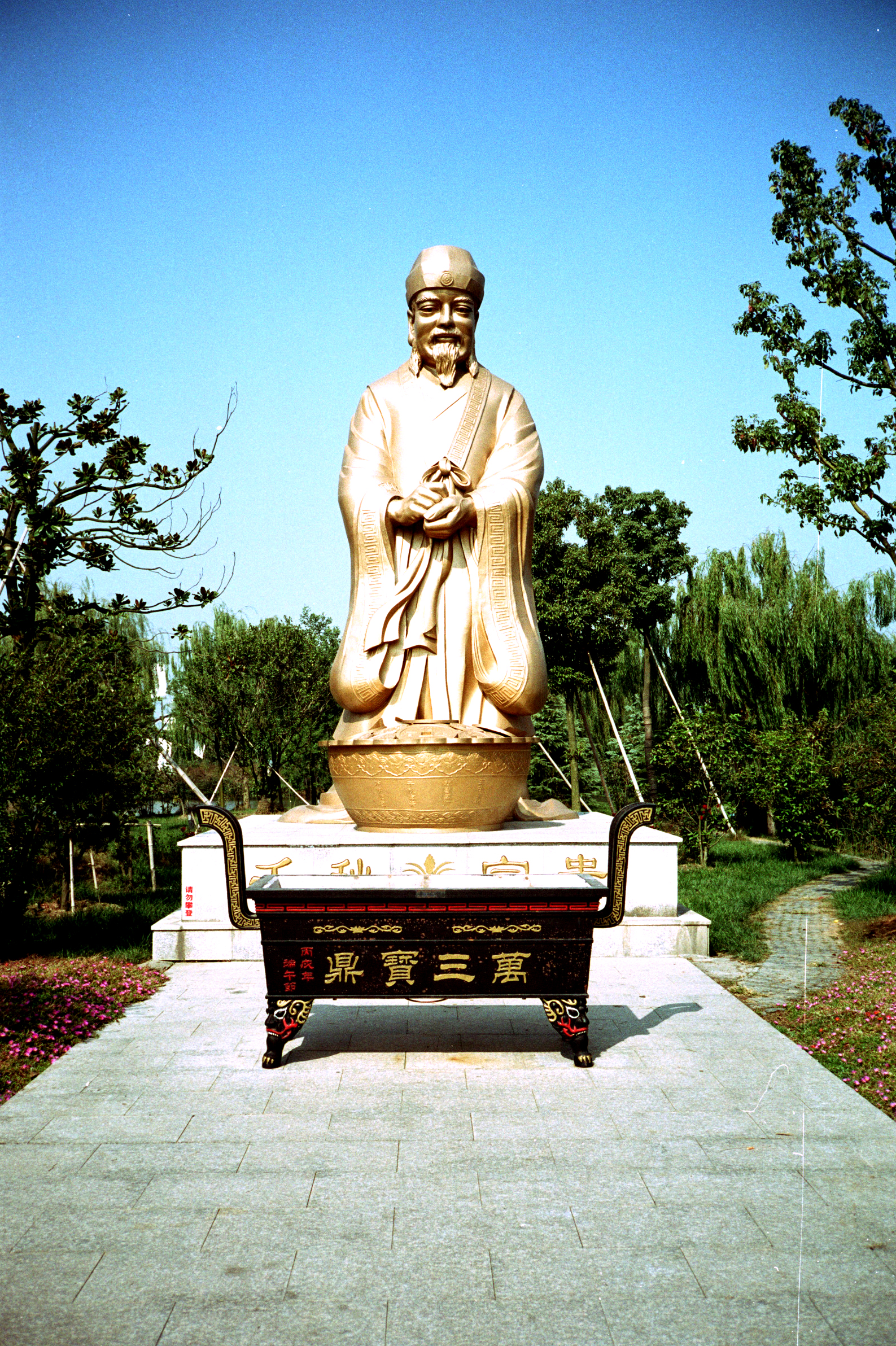
沈万三像

周荘鎮（しゅうしょう-ちん）は、中華人民共和国江蘇省蘇州市崑山市に位置する鎮。水郷古鎮の1つとして明・清代の建造物が残る。中国の5A級観光地（2007年認定）。
古くは「貞富里」と称されていた。北宋の元祐元年（1086年）、周迪功郎が仏教への篤心から自邸を寺院（全福寺）に約13ヘクタールの荘田を寄進、周迪功郎の名を冠とし周荘と荘田と称されるようになった。
元代中期には、沈祐がこの地に拠り、子の沈万三が当主となると大いに栄え江南の大富豪として知られた。沈万三は周荘が水運の要衝であることを活かし、食糧・絹等の集積地として発展させた。また、周荘は手工芸品・絹製品・白酒等の生産地としても発展した。
明・清代になると江南地方における重要都市として発展、商業が隆盛し明初には約2,000人、清代になると康熙年間には約3,000人の人口とされた。清初までは「貞富里」が正式名称のままであったが、1662年（康熙元年）に周荘と改称された。 

## 観光スポット
- 古い町並み（沈家、張家、迷楼、葉楚傖故居、澄虚道院）
- 全福寺 - 文化大革命の時に一時食糧倉庫にされたが1995年に再建。
- 周荘博物館